# Lee Priest
Lee Andrew Priest (* 6. Juli 1972 in Newcastle, New South Wales als Lee Andrew McCutcheon), auch bekannt als „The Blond Myth“, ist ein australischer Profibodybuilder.

## Karriere
Priest wuchs in Wallsend, Australien auf, wo er auch die Grundschule besuchte. Seine Mutter praktizierte auch Bodybuilding. Im Alter von 17 Jahren nahm er an der australischen Ausscheidung der IFBB teil und erreichte den ersten Platz. Diesen Erfolg konnte er im Folgejahr verteidigen. Priest gewann Popularität durch seine bodenständige Art, seinen lakonischen Humor und seine Unterstützung für Nachwuchsbodybuilder. Mit einer Körpergröße von nur 1,63 Meter gehört er zu den kleineren professionellen Bodybuildern. Sein Normalgewicht beträgt 130 Kilogramm, sein Wettkampfgewicht beträgt 90 Kilogramm. Am 1. Juli 2000 heiratete er Cathy LeFrancois, eine professionelle Bodybuilderin, von der er sich allerdings nach kurzer Zeit wieder trennte. Eine Affäre mit der Fitness-Trainerin Adela Garcia war ebenfalls nach kurzer Zeit beendet.
Im Jahr 2006 wurde er von der International Federation of Bodybuilding and Fitness (IFBB) suspendiert, weil er an einem nicht genehmigten Event teilnahm. Dadurch konnte er auch nicht an der Mr. Olympia Ausscheidung teilnehmen.

## Training Videos
- 1998: The Blond Myth
- 2001: Another Blond Myth – Footage leading up 2000 night of champions.
- 2002: Training Camp and Career Highlights
- 2006: It's Not Revenge

## Erfolge
- 1989 1. Platz IFBB Australian Championships
- 1990 1. Platz IFBB Australian Championships
- 1990 4. Platz IFBB World Amateur Championships, Lightweight
- 1993 9. Platz IFBB Niagara Falls Pro Invitational
- 1994 7. Platz IFBB Arnold Schwarzenegger Classic
- 1994 4. Platz IFBB Ironman Pro Invitational
- 1994 12. Platz IFBB Night of Champions
- 1994 7. Platz IFBB San Jose Pro Invitational
- 1995 9. Platz IFBB Arnold Schwarzenegger Classic
- 1995 4. Platz IFBB Florida Pro Invitational
- 1995 3. Platz IFBB Ironman Pro Invitational
- 1995 3. Platz IFBB South Beach Pro Invitational
- 1996 4. Platz IFBB Ironman Pro Invitational
- 1996 6. Platz IFBB San Jose Pro Invitational
- 1997 7. Platz IFBB Arnold Schwarzenegger Classic
- 1997 3. Platz IFBB Grand Prix Czech Republic
- 1997 6. Platz IFBB Grand Prix England
- 1997 4. Platz IFBB Grand Prix Finland
- 1997 3. Platz IFBB Grand Prix Germany
- 1997 4. Platz IFBB Grand Prix Hungary
- 1997 9. Platz IFBB Grand Prix Russia
- 1997 3. Platz IFBB Grand Prix Spain
- 1997 2. Platz IFBB Ironman Pro Invitational
- 1997 5. Platz IFBB Mr. Olympia
- 1998 7. Platz IFBB Mr. Olympia
- 1999 6. Platz IFBB Iron Man Pro Invitational
- 1999 8. Platz IFBB Mr. Olympia
- 2000 5. Platz IFBB Night of Champions
- 2000 6. Platz IFBB Mr. Olympia
- 2001 7. Platz IFBB Ironman Pro Invitational
- 2002 6. Platz IFBB Ironman Pro Invitational
- 2002 4. Platz IFBB Arnold Schwarzenegger Classic
- 2002 1. Platz IFBB San Francisco Grand Prix
- 2002 6. Platz IFBB Mr. Olympia
- 2003 15. Platz IFBB Mr. Olympia
- 2004 2. Platz IFBB Ironman Pro
- 2004 2. Platz IFBB San Francisco Pro Invitational
- 2005 1. Platz IFBB Grand Prix Australia,
- 2005 4. Platz IFBB Arnold Classic,
- 2005 2. Platz IFBB Iron Man Pro Invitational,
- 2006 1. Platz IFBB Ironman Pro, Vince Gironda Posing Award
- 2006 6. Platz IFBB Arnold Classic
- 2006 2. Platz IFBB Grand Prix Australia
- 2006 1. Platz NOC New York
- 2006 1. Platz PDI Night of Champions, Großbritannien